# Zariczczia (obwód zakarpacki)
Zariczczia (ukr. Заріччя) – wieś na Ukrainie, w obwodzie zakarpackim, w rejonie chuściańskim, siedziba hromady. W 2020 liczyła około 4500 mieszkańców.